# Rosalia (chi xén tóc)
Rosalia là một chi bọ cánh cứng sừng dài trong họ Cerambycidae.

## Hình ảnh

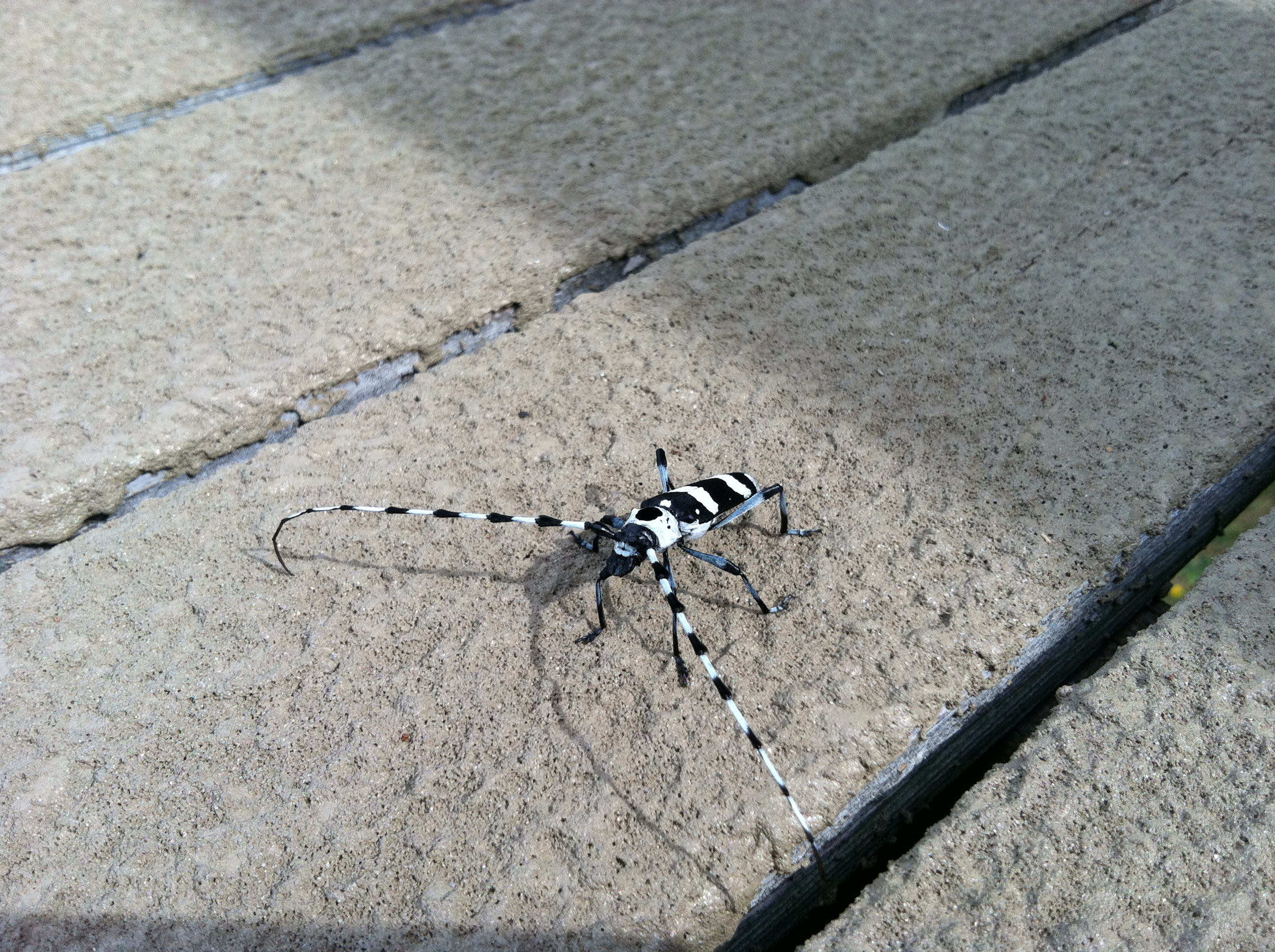

## Các loài
- Rosalia alpina (Linnaeus, 1758)
- Rosalia batesi Harold, 1877
- Rosalia birmanicus
- Rosalia borneensis
- Rosalia bouvieri
- Rosalia breveapicalis
- Rosalia coelestis Semenov, 1911
- Rosalia dejeani
- Rosalia ferriei
- Rosalia funebris Motschulsky 1845
- Rosalia gravida
- Rosalia hariola
- Rosalia houlberti Vuillet, 1911
- Rosalia inexpectata
- Rosalia kubotai
- Rosalia laeta
- Rosalia lameerei Brogn, 1890
- Rosalia lateritia
- Rosalia lesnei
- Rosalia novempunctata
- Rosalia oberthuri
- Rosalia ogurai
- Rosalia pachycornis
- Rosalia sanguinolenta
- Rosalia sondaica
- Rosalia splendens